# Глина (город)
Гли́на (хорв. Glina) — город в Хорватии, в центральной части страны, в жупании Сисак-Мославина.
Население — 4 680 человек (2011). 69,6 % населения — хорваты, 27,5 % — сербы

## Общие сведения
Глина стоит на небольшой одноимённой речке — притоке Купы. В 20 километрах к югу — граница с Боснией и Герцеговиной.
К северо-востоку от Глины расположен города Петринья (20 километров) и Сисак (30 километров). В 60 километрах к северу находится столица страны — Загреб.

## История
Глина впервые упомянута в 1284 году. Во времена противостояния с турками Глина была одним из важных укреплённых пунктов Военной границы. В 1846 г. офицер Йосип Рунянин написал в Глине музыку национального гимна Хорватии. В годы Второй мировой войны здесь усташи проводили этнические чистки сербов: апофеозом стала резня в Глине, которая продолжалась с мая по август 1941 года.
Во время войны в Хорватии Глина была занята войсками самопровозглашённой Сербской Краины, что вызвало массовый исход хорватских беженцев из города. В 1995 году после воссоединения с остальной Хорватией в результате операции «Буря» из города бежала уже значительная часть сербского населения.
Глина — один из самых пострадавших в ходе гражданской войны городов Хорватии, значительная часть домов была разрушена. Плановая реконструкция продолжается до сих пор. В 2019, согласно c Региональной Программой Восстановления Жилья инициированной Верховным комиссариатом Организации Объединённых Наций по делам беженцев, жителям Глины пострадавшим во время Балканских войн предоставляется помощь в восстановлении жилья в данном населённом пункте.

## Демография
В городе традиционно проживало смешанное сербско-хорватское население. По данным переписи 1991 г., сербы составляли 60 % населения Глины, хорваты — 35 %.
По результатам переписи 2011 года доля сербского населения города составила 27,46 %, хорватского — 69,68 %. Общая численность населения района в результате военных действий снизилась с 23 040 (1991) до 9 868 (2001).

## Достопримечательности
- Церковь св. Иоанна Непомуцкого — средневековый храм в стиле классицизм. Был серьёзно повреждён в ходе войны.